# Jaylen Hands
Jaylen Joseph Hands (San Diego, California; 12 de febrero de 1999) es un baloncestista estadounidense que perteneció a la plantilla del Panionios B.C. de la A1 Ethniki. Con 1,91 metros de estatura, ocupa la posición de base.

## Trayectoria deportiva

### Universidad
Después de disputar en 2017, en su etapa de high school el prestigioso McDonald's All-American Game, jugó dos temporadas con los Bruins de la Universidad de California, Los Ángeles, en las que promedió 12,2 puntos, 3,8 rebotes, 4,4 asistencias y 1,2 robos de balón por partido. En su última temporada fue incluido en el segundo mejor quinteto de la Pac-12 Conference. Tras esta segunda temporada anunció su intención de presentarse al draft de la NBA, renunciando a los dos años de universidad que le restaban.

#### Estadísticas
| Año     | Equipo | PJ | PT | MPP  | %TC  | %3P  | %TL  | RPP | APP | ROB | TPP | PPP  |
| ------- | ------ | -- | -- | ---- | ---- | ---- | ---- | --- | --- | --- | --- | ---- |
| 2017–18 | UCLA   | 31 | 15 | 25.2 | .405 | .374 | .738 | 4.0 | 2.6 | 1.0 | .2  | 9.9  |
| 2018–19 | UCLA   | 33 | 33 | 31.2 | .413 | .373 | .780 | 3.7 | 6.1 | 1.3 | .2  | 14.2 |
| Total   | Total  | 64 | 48 | 28.3 | .409 | .373 | .762 | 3.8 | 4.4 | 1.2 | .2  | 12.1 |

### Profesional
Fue elegido en la quincuagésimo sexta posición del Draft de la NBA de 2019 por Los Angeles Clippers, pero sus derechos fueron posteriormente traspasados a Brooklyn Nets junto a una primera ronda de 2020 a cambio de los de Mfiondu Kabengele, la elección número 27.
El 31 de diciembre de 2020, se compromete con el FMP Beograd de la Liga Serbia de Baloncesto hasta el final de la temporada.
En agosto de 2021, Hands firmó con los Cleveland Cavaliers para la NBA Summer League. En septiembre de 2021, los Westchester Knicks adquirieron sus derechos de la NBA G League de los Brooklyn Nets por Bryce Brown. 
El 22 de septiembre de 2021, Hands firmó con MHP Riesen Ludwigsburg de la Basketball Bundesliga. 
El 12 de octubre de 2021, firma por el Antwerp Giants en la BNXT League.
El 4 de julio de 2022 firmó con el P.A.O.K. BC en la A1 Ethniki griega.
El 24 de julio de 2023 se anuncia su fichaje por el equipo entrenado por Vassiilis Spanoulis, el Peristeri BC de la A1 Ethniki.
El 14 de febrero de 2024, el Zunder Palencia de la Liga Endesa anuncia su fichaje por el conjunto palentino hasta final de temporada, con la intención de lograr la permanencia.
El 9 de julio de 2024 firmó con el Pallacanestro Varese de la Lega Basket Serie A italiana.
El 21 de julio fichó por el Panionios B.C. de la A1 Ethniki griega.